# Pácsony
Pácsony község Vas vármegyében, a Vasvári járásban.

## Fekvése
Vasvártól 9 kilométerre délkeletre fekszik, főutcája a 74-es főútból Vasvár déli külterületén kiágazó 7383-as út.
Vasúton a Szombathely–Nagykanizsa-vasútvonalon érhető el, állomása közúti megközelítését a 73 384-es számú mellékút biztosítja.

## Története
Pácsony első írásos említése 1217-ből származik, amikor II. András király összeíratta a vasvári káptalan birtokait, beleértve Pácsonyt is. A török hódoltság után újratelepült falu jellegzetessége a hosszú, egyutcás településszerkezet.
A falu jelentősége megnövekedett a pácsonyi járműjavító üzem működése idején, amely nemcsak a helyieknek, hanem a környező települések lakóinak is munkát adott. Az üzem különlegessége volt, hogy itt javították a Nyugati pályaudvar egyes szerkezeti elemeit is, mivel csak itt találtak szakembereket a régi szegecselési technikákhoz.
A településhez egészen az 1950-es évekig tartozott Győrvár egy része, Újmajor is.

## Közélete

### Polgármesterei
- 1990–1994: Nagy István (független)[4]
- 1994–1998: Nagy István (független)[5]
- 1998–2002: Nagy István (független)[6]
- 2002–2006: Nagy István (független)[7]
- 2006–2010: Nagy István (független)[8]
- 2010–2014: Nagy István (független)[9]
- 2014–2019: Nagy István (független)[10]
- 2019–2024: Nagy István (független)[11]
- 2024– : Józsa László (független)[1]

## Népesség
A település népességének változása:
| Lakosok száma | 285  | 295  | 293  | 241  | 270  | 280  | 268  |
|               | 2013 | 2014 | 2015 | 2021 | 2022 | 2023 | 2024 |

A 2011-es népszámlálás során a lakosok 91,5%-a magyarnak, 0,4% cigánynak, 0,7% németnek mondta magát (7,7% nem nyilatkozott; a kettős identitások miatt a végösszeg nagyobb lehet 100%-nál). A vallási megoszlás a következő volt: római katolikus 79,8%, református 1,8%, evangélikus 0,4%, felekezet nélküli 0,7% (17,3% nem nyilatkozott).
2022-ben a lakosság 93,3%-a vallotta magát magyarnak, 5,2% cigánynak, 2,6% németnek, 1,5% románnak, 1,9% egyéb, nem hazai nemzetiségűnek (5,2% nem nyilatkozott; a kettős identitások miatt a végösszeg nagyobb lehet 100%-nál). Vallásuk szerint 57,8% volt római katolikus, 2,6% református, 1,1% evangélikus, 0,7% görög katolikus, 1,1% egyéb keresztény, 0,7% egyéb katolikus, 6,3% felekezeten kívüli (29,6% nem válaszolt).

## Nevezetességei
A Vasvár–Oszkó összekötő útról lehet elérni a pácsonyi vasútállomást, amely 1950-ig Győrvár néven működött. Az állomás épülete a Déli Vasút jellegzetes stílusában épült, és ritkaságnak számítanak megmaradt eredeti ablaktáblái.
A római katolikus templomot a pácsonyi lakosság 1911-ben, jelentős összefogással építette meg, adománygyűjtéssel teremtették elő a költségeket, és a templomot még ugyanabban az évben, november 5-én felszentelték Szent Imre tiszteletére. A templomot és környezetét a felszentelésének 100. évfordulójára felújították.
A településen ritka és különleges porcelánbaba-gyűjtemény is található, mely a babákon keresztül magyar népviseleteket és történelmi öltözeteket is bemutat.